# Robustiano Patrón Costas
Robustiano Patrón Costas (Salta, 5 de agosto de 1878 - Buenos Aires, 24 de septiembre de 1965) fue un político conservador y empresario argentino que en 1942 se desempeñó como presidente provisional del Senado en ejercicio del poder ejecutivo en Argentina por 15 días, desde el día 8 hasta el 23 de septiembre, por la ausencia del presidente Ramón Castillo en realización de una visita oficial a Bolivia.
Ejerció la gobernación de su provincia en el período 1913-1916 y como senador nacional en dos periodos: 1916-1925 y 1932-1943. Además fue candidato a presidente de la Nación en 1943 pero su candidatura fue retirada luego del golpe de Estado del 4 de junio de 1943.

## Biografía
Robustiano Patrón era hijo de Robustiano Patrón Escobar y de Justa Francisca Costas Figueroa Güemes. Estudió derecho en la Universidad de Buenos Aires, doctorándose en 1901.
Fue ministro de Hacienda durante la administración del gobernador Ángel Zerda (1902-1904), y en 1912 se desempeñó como ministro de Gobierno durante la gobernación de Avelino Figueroa. Cómo proyecto personal colaboró en la fundación de la Universidad Católica de Salta y fue miembro del Club 20 de Febrero. Fue designado para completar el mandato de Figueroa como gobernador de 1913 a 1916. Durante su gobierno gestionó la construcción de canales de irrigación, la construcción de puentes y caminos. Proyectó la Ley de protección a la industria vitivinícola y a la industria harinera. En 1916, Patrón Costas fue elegido para el Senado argentino por el Partido Demócrata Nacional, sirviendo hasta 1925, cuando regresó a la legislatura provincial de Salta como presidente del Senado entre 1926 y 1929. Fue reelegido para el Senado nacional en 1932 y nuevamente en 1938. Como presidente provisional del Senado, se desempeñó brevemente como presidente interino de Argentina a principios de la década de 1940.

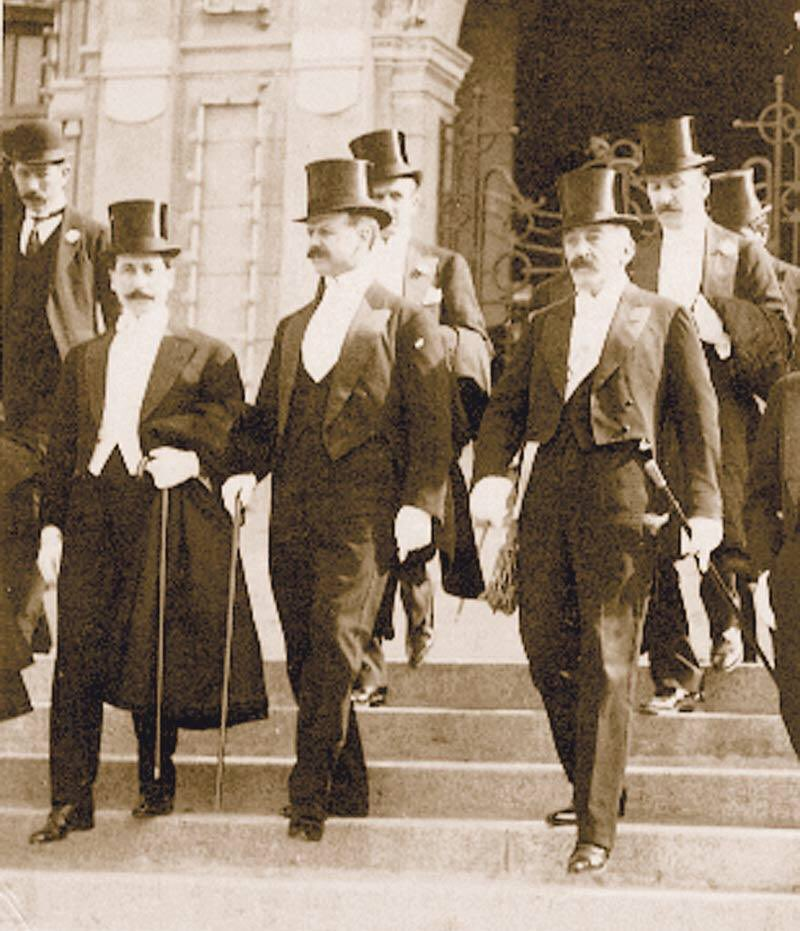
El Presidente de la Nación Argentina, Roque Sáenz Peña (Tercero al frente a la derecha) junto al Gobernador de Tucumán, Ernesto Padilla, (Segundo al frente, en el centro de la imagen) y el gobernador de Salta, Robustiano Patrón Costas (Primero al frente, desde la izquierda) salen de la Casa de Gobierno de Tucumán en la visita del presidente a la provincia por el Día de la Independencia, 9 de julio de 1913.

### San Martín de Tabacal y controversia
Existe una controversia sobre las condiciones de trabajo a la que estaban sometidos por trabajadores de Ingenio San Martín de Tabacal, propiedad de Patrón Costas. Sectores opositores al Partido Demócrata Nacional señalaban las condiciones de explotación a que eran sometidos los trabajadores y la manera autoritaria con que manejaba los asuntos de la provincia le valieron a Robustiano Patrón Costas calificativos como «explotador», «oligarca», «esclavista», «genocida» y «señor feudal».
En 1908 el gobernador de Salta lo nombró ministro de Economía de la provincia, oportunidad en que con su hermano Juan Patrón se apropiaron de tierras del departamento Orán que pertenecían a las comunidades indígenas. Con la llegada del ferrocarril, una década después, estableció asentamientos indígenas para asegurar mano de obra barata, casi siempre a cambio de vales. Como empresario creó el Ingenio San Martín del Tabacal y allí miles de indígenas kolla, wichi, tobas y otros eran sometidos a condiciones infrahumanas de trabajo, con jornadas superiores a las  16 horas diarias, formando una policía particular que perseguía a quienes escapaban, los baleaban y los mataban si fuese necesario. Eran forzados a trabajar en las tierras desde los 4 años y el pago era en especie de modo total o parcial.
Como empresario, a Robustiano Patrón se lo recuerda principalmente por la creación del Ingenio San Martín de Tabacal, en el departamento Orán, en el norte de la provincia de Salta. Con pésimas condiciones de trabajo, conforme a las demandas de producción, eran férreamente controlados por los capataces y los intermediarios de mano de obra. Esta situación era motivo de agrias denuncias por parte de la prensa de Buenos Aires, principalmente de los periódicos socialistas y obreros, quienes denunciaban el origen de la fortuna de Patrón Costas sobre la base del trabajo cuasifeudal en condiciones propias de esclavitud. Ministro de varias administraciones conservadoras, senador nacional por dos períodos, fue un notorio explotador que en su ingenio de San Martín del Tabacal, con la ayuda de la policía provincial sometía a los indígenas.
El diario El Laborista de Buenos Aires, publicación de neto corte peronista fundada en 1945 por Ángel Borlenghi, dijo en una nota:

Estos indios trabajadores, mansos y sufridos, vienen a protestar contra su patrón, contra el señor feudal dueño de vidas y haciendas de su provincia. Este señor feudal se llama Robustiano Patrón Costas y estuvo a punto de ser presidente de la República [había sido candidato por el Partido Democráta Nacional para la presidencia en 1943, bajo el auspicio del presidente Ramón S. Castillo, ocupa la tierra de los coyas y desaloja a los pobres indios de donde han vivido desde siglos, y nadie le puede decir nada. Los toma a trabajar en su ingenio y les paga lo que quiere. Si encuentran que las condiciones del ingenio son demasiado duras se escapan antes de cumplir con su contrato, la policía particular de Patrón Costas los persigue como si fuera caza mayor y los balea y mata si es necesario.
Artículo en el diario El Laborista, edición del 22 de julio de 1946

En contraparte, otras versiones afirman lo contrario sobre lo vivido en el Tabacal. El Senador Alfredo Palacios, el 22 de junio de 1937, en el marco de una investigación senatorial por los diversos ingenios del país, quedó sorprendido por las buenas condiciones en las que se encontraba la población del Tabacal, manifestando su experiencia en el recinto del Senado: 
En El Tabacal, debí aplaudir la acción de un hombre (Robustiano Patrón Costas). Aplauso que quiero reiterar, lealmente, desde mi banca al adversario político que realiza una gran obra de argentino, en medio de la selva, donde es frecuente la explotación del hombre por el hombre, en la forma mas brutal. La escuela de El Tabacal, seria un ejemplo, en nuestra propia metrópoli. Aulas con techos altos donde la luz entra a raudales, paredes blancas; las puertas con telas metálicas; una higiene admirable. Los niños todos calzados con guardapolvos blancos; limpios y bien arreglados. Se bañan en la misma escuela.
Quinientos alumnos bien alimentados, sanos y fuertes, con la pupila brillante, el pecho fuerte y el paso ágil, a mi llegada entonaron el Himno Nacional con voz clara y vibrante. Entraron después en las aulas, que recorrí una a una. Hice innumerables preguntas. Hasta los mas pequeños conocían nuestra historia; hablaban con viveza de las distintas regiones del pais y resolvían problemas en la clase de aritmética. Y entre los alumnos había algunos hijos de indios Chaguancos que hablaban en castellano con facilidad. Al lado de la escuela hay una gran extensión de tierra para granja, donde se enseña a los niños nociones de agricultura, vinculándolos así a la tierra. 

Y bien, señores senadores; imitemos la acción privada y los resultados serán proficuos. Desgraciadamente, en El Tabacal, no hay mas de quinientos niños. Los demás viven miserablemente, victimas de la explotación que sufren sus padres y de la incomprensión de los legisladores.
Se tiene constancia de que desde 1925 se desmontó toda la fábrica vieja y se instaló un trapiche de última generación para la época. En el año 1934 se inauguraron en el pueblo del Ingenio Tabacal una iglesia, un hospital con enfermeros y una escuela con alumnos. El establecimiento tenía un aserradero, talleres, fundiciones y doce colonias con viviendas; se comunicaba con una amplia red de caminos y ferrocarriles y estaba conectada con el resto de la provincia mediante una red de regadío. También tenía escuelas, espacios religiosos, un complejo de cine y un hospital equipado con tecnología moderna.

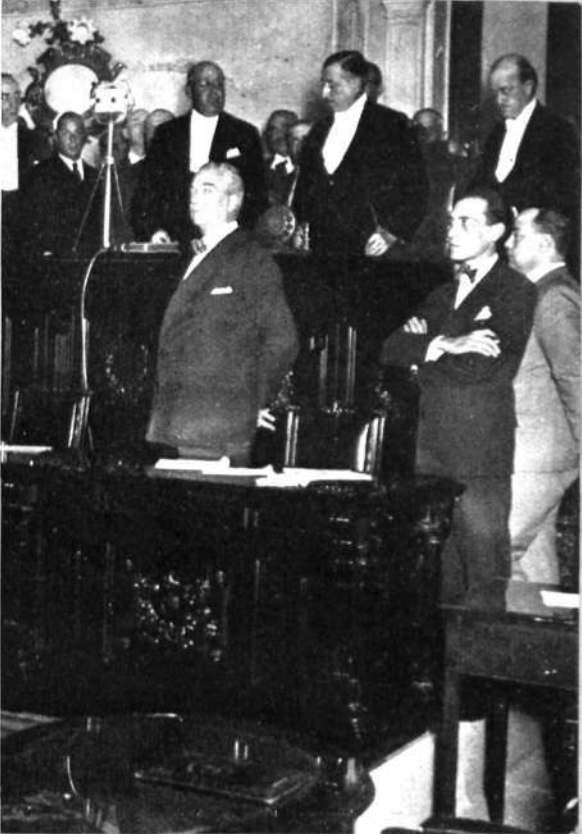
Juramento del primer mandatario de Argentina por el período 1932-1938, Agustín Pedro Justo, ante el presidente del senado, el doctor Robustiano Patrón Costas.

Según un reportaje del diario Noticias Gráficas, un diario popular de aquel tiempo, del 24 de febrero de 1944, este menciona que: "todo lo que hay en una gran ciudad, lo hay también en San Martin del Tabacal", escuelas, iglesia, capillas, hospital, mercado y almacén, panadería, tambo, biblioteca, etcétera. Haciendo hincapié en la situación escolar: "En el pueblo existe una escuela Laínez, cuyo edificio, moderno y cómodo, ha sido construido por el ingenio exclusivamente para los fines a que se lo destina... a esta escuela concurrían los hijos de los empleados y los trabajadores. No hay en ella distinción de clases. Asisten a aprender las primeras letras 200 niños aborígenes, para quienes, como para todos los hijos de pobladores, la enseñanza es obligatoria". Profundizando en el tema agrega que: "A la escuela en la ultima zafra, asistieron 1078 alumnos hasta 4° grado. La escuela tiene también 5° y 6° grados, a los que asisten otros 200 niños. Estos dos últimos grados son costeados directamente por las autoridades del ingenio... Y también el ingenio corre con gastos del personal examinador que anualmente va desde la vecina población de Oran a tomas pruebas a los alumnos de los grados superiores".
El hospital del Ingenio tenía para la atención dos médicos, siete enfermeros y cinco religiosas de la Orden Franciscanas Misioneras de María. Era gratuito y permitía la internación de los pacientes en las 80 camas, que eran usadas para todo el personal enfermo, sin distinción de categoría. Los mismos médicos estudian las condiciones sanitarias de la zona y hacen campañas de sanidad permanentes de divulgación y prevención contra el paludismo y la tuberculosis, enfermedades que hasta hace poco atacaban a gran parte de la población trabajadora de la zona, con lo que se logró reducir al mínimo el número de enfermos. Se experimentó en el hospital el uso de la sulfamida al mismo tiempo o incluso antes que en Buenos Aires, consiguiendo con ello bajar en un 80 por ciento la mortalidad infantil por procesos gástricos e intestinales. La atención en la sección de maternidad mereció elogios especiales del periodista, además de los servicios de emergencia atendida por el equipo de la ambulancia.
También mencionaba que los indios vivían en casas limpias y amplias rodeadas de arboledas frutales que atemperaban el calor del clima y brindaban sus frutos para comer. El periodista dice que: "En época de zafra, la población indígena crece enormemente con el aporte de las peonadas que vienen desde varios puntos de la provincia... Algunos se quedan en el ingenio. Otros andariegos por temperamento, nunca se quedan en una sola parte".

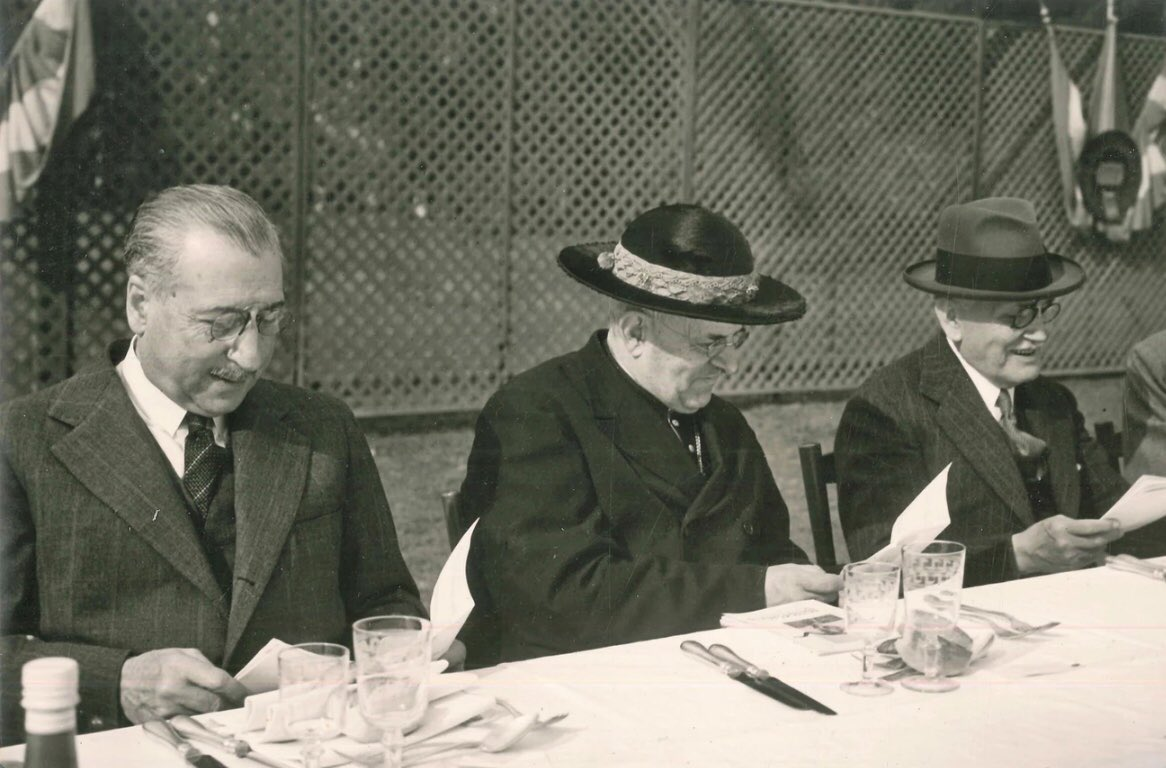
Robustiano Patrón Costas (primero desde la izquierda en la imagen), vicepresidente (Pro Tempore) de la nación Argentina, junto al presidente Ramón Castillo (último a la derecha en la imagen).

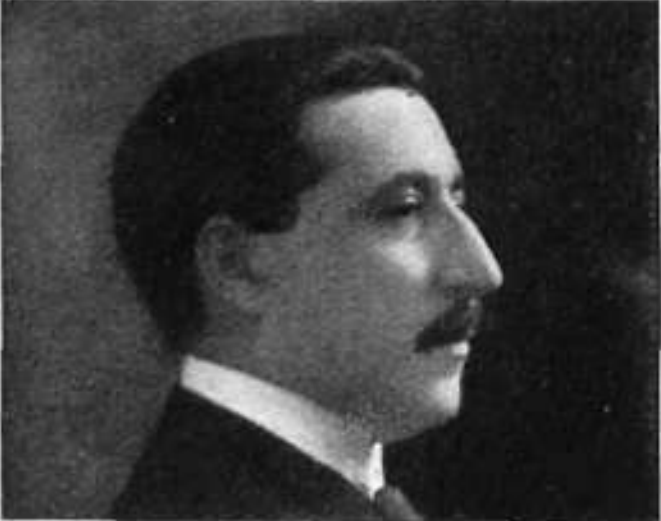
Patrón Costas en foto publicada por la revista Caras y Caretas'. 8/8/1931.

### Candidatura y fraude electoral
Se desempeñó como senador nacional durante tres períodos. En 1942, el presidente Ramón S. Castillo proclamó su candidatura a la presidencia de la Nación por la Concordancia, una alianza formada por el Partido Demócrata Nacional, la Unión Cívica Radical Antipersonalista y el Partido Socialista Independiente. Los historiadores creen que habría resultado electo presidente, pues el entonces presidente Ramón Castillo preparaba un gigantesco fraude electoral en favor de Patrón. Costas representaba a  las patronales azucareras de Ledesma y El Tabacal a los pueblos originarios reclutados forzosamente para el trabajo en la zafra de sus ingenios. Herminio Arrieta del Ingenio Ledesma y Robustiano Patrón Costas del Ingenio El Tabacal eran reconocidos en aquel tiempo por ser figuras políticas del conservadurismo del interior del país

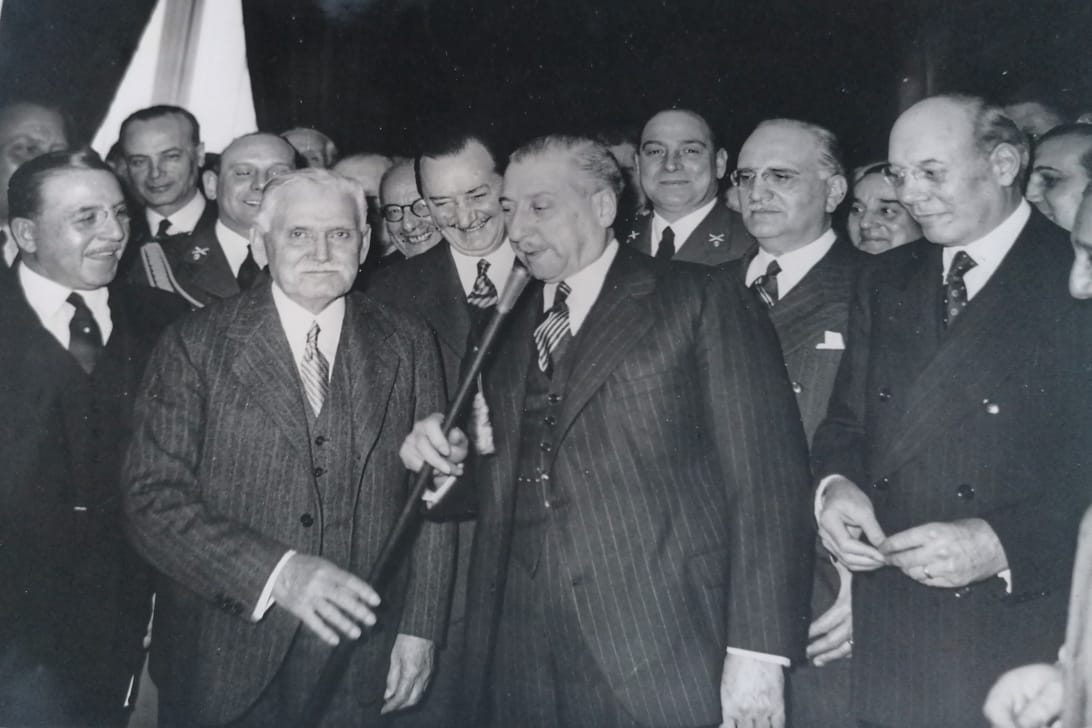
En septiembre de 1942, Ramón Castillo delega transitoriamente el poder a Costas por 15 días. En la foto, con el bastón de mando presidencial.

Pero las elecciones nunca llegaron a realizarse: ante la sospecha de que el presidente Castillo utilizaría el fraude electoral para hacer triunfar la fórmula encabezada por Robustiano Patrón Costa, los partidos políticos opositores, principalmente la U.C.R., el Partido Socialista y el Partido Demócrata Progresista buscaron conformar un frente electoral unificado. Sin embargo, al carecer de un candidato único, se ofreció la candidatura al ministro de Guerra de Castillo, Pedro Pablo Ramírez. Enterado de estos movimientos, Castillo pidió la renuncia a su ministro, sin embargo, el 4 de junio de 1943 sucedió un golpe de Estado encabezado por  Arturo Rawson inaugurando el proceso histórico llamado Revolución del 43. Según Juan Domingo Perón, en una entrevista privada con jóvenes egresados de la carrera de Economía Política en 1968, Patrón Costas sabía que el golpe estaba cerca de ocurrir. Fue al primero que llamó para conversar respecto al golpe, ya que, a su parecer, "una revolución no puede hacerse solo con el ejército, y se necesitan conocer las fuerzas políticas, por un sentido de la responsabilidad". Hablaron en la casa de Perón durante, aproximadamente, 4 o 5 horas. Patrón Costas le resultó a Perón "un hombre inteligente, capaz y honesto, totalmente convencido a favor de la revolución, ante la posibilidad de hacer evolucionar un país 50 años atrasado". Perón le advirtió que no acepte la candidatura porque "no iba a haber elecciones, y si se realizaban, lo iban a echar del gobierno." Costas le agradeció a Perón por la charla.

## Últimos años de vida y fallecimiento
Los últimos años del doctor Costas, transcurrieron en viajes temporarios entre Salta y Buenos Aires, y disfrutaba del contacto con la naturaleza y el cuidado de sus nietos y bisnietos. Pero un hecho luctuoso quebró su espíritu, del que jamás se recompuso: el fallecimiento de  su mujer y compañera de casi seis décadas, doña Elisea Ortiz Isasmendi, el 17 de febrero de 1964. De allí en más, su ánimo y como su salud comenzaron a debilitarse. El 12 de agosto de 1965, pocos días antes de su fallecimiento, debido a su apoyo económico de muchos años a la creación de la Universidad Católica de Salta, recibía de manos del padre Candido Gaviña, Provincial de los Jesuitas en la Argentina, la condecoración de Caballero Pontificio de la Orden de san Gregorio Magno, conferida por su santidad, el Papa Paulo VI. La madrugada del 24 de septiembre de 1965, fallece a la edad de 87 años, en su residencia de Buenos Aires, acompañado de su familia y de las hermanas terciarias franciscanas. El Senado de la Nación Argentina, dispuso la rendición de honores. Por su parte, el Poder Ejecutivo Nacional, decretó duelo nacional en homenaje a su memoria. el entonces Presidente de la Nación, el Dr. Arturo Illia, perteneciente al Partido Unión Cívica Radical, si bien no asistió al velatorio de los restos de Costas, encargó tal misión a miembros de su gabinete. El Senado de la Nación Argentina, emitió un decreto de honores, rubricado por el entonces Vicepresidente de la Nación, Dr. Carlos Perette.